# Bosnian Rainbows (album)
Singles
1. Torn Maps
Sortie : 23 janvier 2013
2. Turtle Neck
Sortie : 11 février 2013
3. Morning Sickness
Sortie : 10 juin 2013

Bosnian Rainbows est le premier album studio du groupe de rock alternatif Bosnian Rainbows, sorti le 28 juin 2013 sous les labels Clouds Hill, Sargent Maison et Rodriguez-Lopez Productions. Il est enregistré et produit par Johann Scheerer, au studio Clouds Hill à Hambourg, en Allemagne.
Bosnian Rainbows se place n°2 sur Billboard Top Heatseekers une semaine après sa sortie.

## Liste des chansons
| 1.    | Eli                  | 5:23 |
| 2.    | Worthless            | 3:28 |
| 3.    | Dig Right in Me      | 3:13 |
| 4.    | The Eye Fell in Love | 4:17 |
| 5.    | I Cry for You        | 4:03 |
| 6.    | Morning Sickness     | 4:00 |
| 7.    | Torn Maps            | 4:03 |
| 8.    | Turtle Neck          | 6:23 |
| 9.    | A Place for My Head  | 2:19 |
| 10.   | Forgotten            | 4:32 |
| 11.   | Always on the Run    | 6:53 |
| 48:34 |                      |      |

## Interprètes

### Bosnian Rainbows
- Teri Gender Bender – chant
- Omar Rodríguez-López – guitare, chœurs, claviers
- Deantoni Parks (en) – batterie, claviers
- Nicci Kasper – synthétiseurs, claviers

## Production

### Personnel de production
- Johann Scheerer (de) - production, ingénieur du son
- Matt Bittman - mixage, mastering

### Personnel supplémentaire
- Sonny Kay (en) - art et design de l'album